# أكسيد التيتانيوم الثلاثي
 أكسيد تيتانيوم ثلاثي مركب كيميائي له الصيغة Ti2O3 .